# N924 (België)
De N924 is een gewestweg in de Belgische provincies Luik en Namen. Deze weg vormt de verbinding tussen Champion en Wasseiges.
De totale lengte van de N924 bedraagt ongeveer 16 kilometer.

## Plaatsen langs de N924
- Champion
- Cognelée
- Waret-la-Chaussée
- Tillier
- Cortil-Wodon
- Hanret
- Hemptinne
- Wasseiges